# 林宗重
林 宗重（はやし むねしげ）は、戦国時代から江戸時代前期にかけての武将。小早川氏、毛利氏家臣。長州藩士。父は備中国冠山城主・林重真。

## 生涯
天文20年（1551年）に林重真の子として生まれる。
羽柴秀吉の中国攻めが始まると、宗重は清水宗治が守将を務める備中高松城に籠城し、備中高松城の北の大手である池下丸の守備についた。
天正10年（1582年）4月25日、冠山城に籠城して羽柴秀吉と宇喜多忠家の軍と戦っていた父・重真が敗れて切腹したため、父の後を継いだ。冠山城陥落後、羽柴秀吉による備中高松城水攻めの結果、同年6月4日に清水宗治、清水月清入道、難波宗忠、末近信賀が切腹して備中高松城は開城。城を退去した宗重は小早川隆景に召し出され、以後は小早川氏に仕えることとなる。
天正20年（1592年）から始まる文禄の役では小早川隆景に従って朝鮮に渡った。帰国後は小早川氏の家督を継いだ小早川秀秋に仕え、文禄4年（1595年）12月1日に筑後国竹野郡石垣村の内の350石を与えられた。
また、慶長2年（1597年）4月1日には筑前国穂波郡の土師村・土居村・弥山村の500石を与えられ、鉄砲者20人を付けられた。同年から始まる慶長の役では小早川秀秋に従って再び朝鮮に渡る。
翌慶長3年（1598年）に帰国した後に秀秋から暇を与えられて牢人となったが、慶長4年（1599年）に毛利輝元から召し出され、以後は毛利家に仕えることとなった。毛利氏では弓衆20人組の組頭となっている。
慶長5年（1600年）の関ヶ原の戦いの際には輝元に従い、関ヶ原後は輝元の後を継いだ秀就に仕えた。
慶長10年（1605年）12月14日、同年の五郎太石事件の後に毛利氏家臣団や有力寺社の総勢820名が連署して毛利氏への忠誠や様々な取り決めを記した連署起請文において、206番目に「林三郎右衛門尉」と署名している。
寛永17年（1640年）6月7日に死去。享年90。宗重の弟・重氏の子で宗重の婿養子である元重が後を継いだ。